# Дуб Вітовта
Дуб Вітовта — ботанічна пам'ятка природи, що розташована на території Національного університету біоресурсів і природокористування України на вулиці Героїв Оборони, 13 в Голосіївському районі міста Києва. Заповіданий 1 грудня 2011 року з розпорядженням № 730/6966 Київської міської державної адміністрації. Фактичної площі немає.

## Галерея

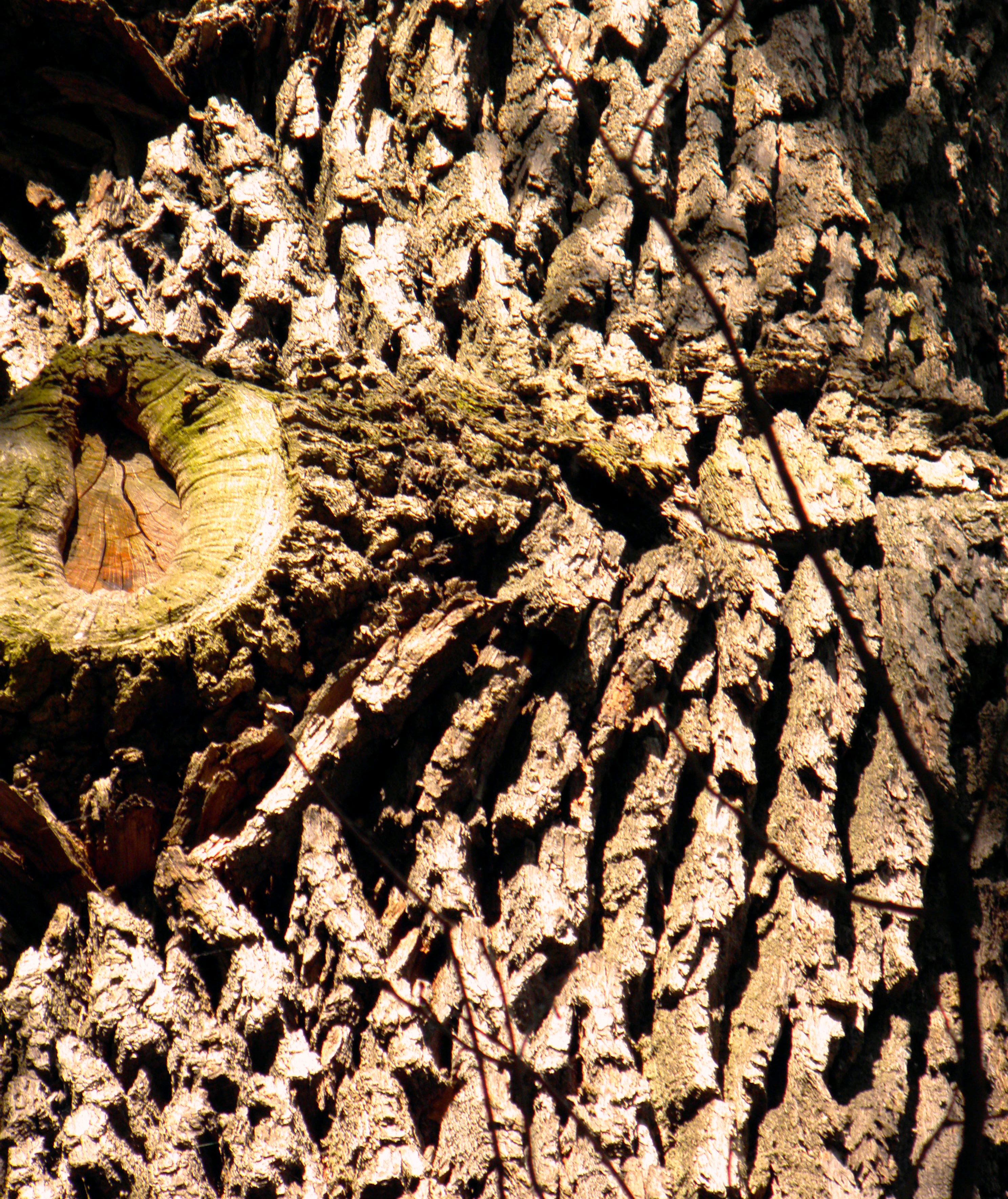
Фрагмент стовбура, 2011 рік
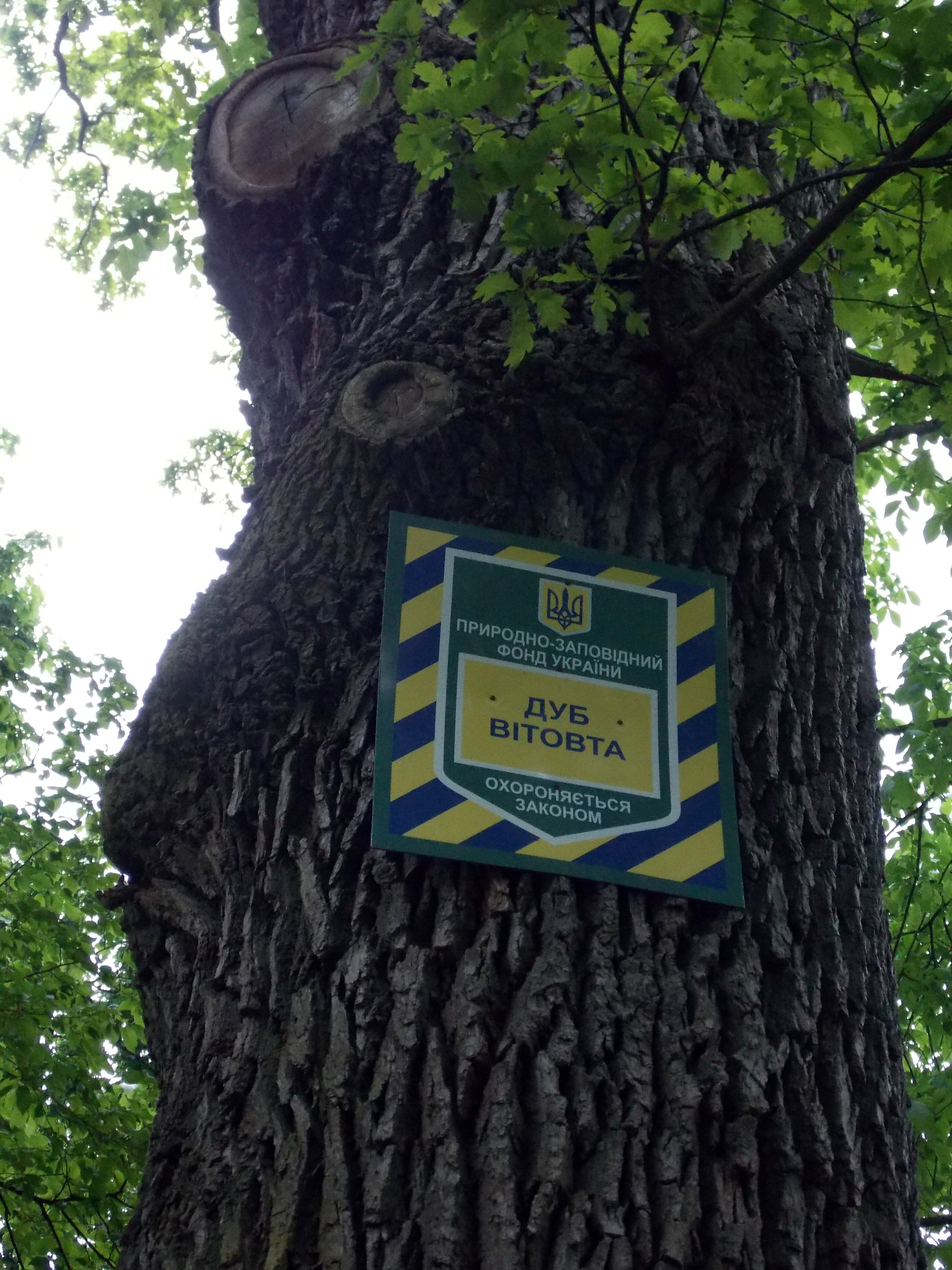
Охоронний знак на дубі
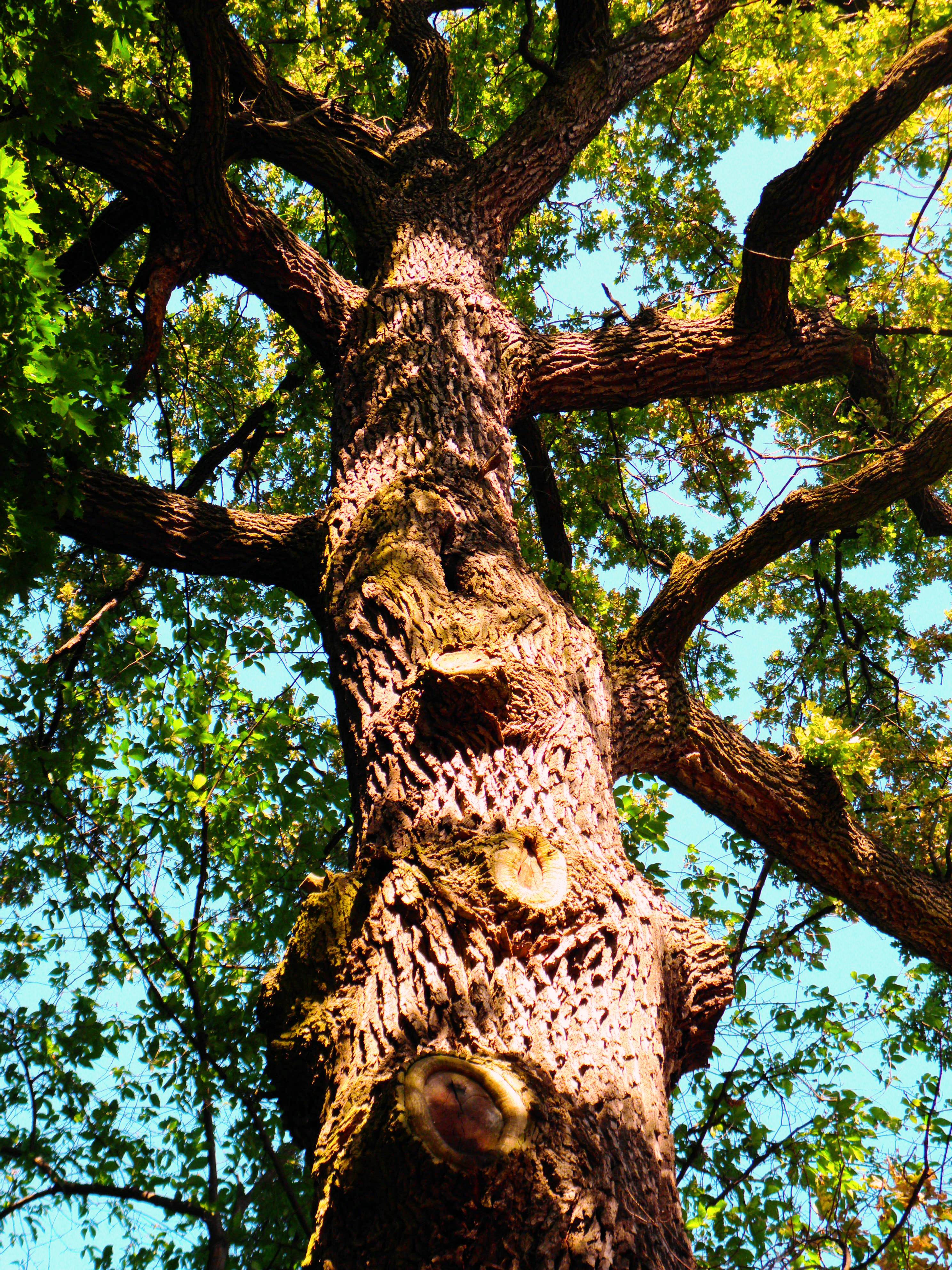
Фрагмент стовбура, 2011 рік